# Darby Green
Darby Green – wieś w Anglii, w hrabstwie Hampshire, w dystrykcie Hart. Leży 51 km na północny wschód od miasta Winchester i 51 km na południowy zachód od Londynu.